# Polycarena pumila
Polycarena pumila là một loài thực vật có hoa trong họ Huyền sâm. Loài này được Levyns miêu tả khoa học đầu tiên.